# 브레이킹 던 part 2
브레이킹 던 part 2(The Twilight Saga part 2)는 2012년 개봉한 영화로, 스테프니 메이어의 소설 브레이킹 던을 바탕으로 만든 영화이다. 《브레이킹 던 part 1》의 후편이다.

## 줄거리
이 영화는 전편에 이어 막 출산한 벨라가 인간에서 뱀파이어로 변모한 후 깨어나는 장면으로 시작한다. 뱀파이어 남편인 에드워드 컬렌이 그녀의 초기 피에 대한 갈증을 다스리는 것을 돕자, 벨라는 그들의 딸 르네즈미를 소개받는다. 나머지 컬렌 가족과 벨라의 늑대인간 친구 제이콥은 근처에 머무르고, 제이콥이 르네즈미에게 소유욕을 보이자 벨라는 그가 르네즈미에게 "각인"되었다는 것을 알게 되는데, 이는 제이콥과 르네즈미를 영혼의 동반자로 만드는 늑대인간 현상이다.
한편, 벨라의 아버지인 찰리는 벨라의 건강 상태를 파악하기 위해 컬렌 가족에게 연락을 시도한다. 컬렌 가족의 가장이자 의사인 칼라일은 그들이 신분을 보호하기 위해 포크스를 떠나야 한다고 발표한다.
르네즈미를 잃고 싶지 않은 제이콥은 찰리를 찾아가 벨라가 살아있고 변신했다는 것을 어렴풋이 설명하며, 찰리에게 더 이상 질문하지 않도록 설득하기 위해 자신의 늑대 형태를 보여준다. 찰리는 컬렌 가족의 집으로 가서 벨라를 만나고 르네즈미를 만난다. 그는 벨라가 회복되었지만 어딘가 다르다는 것을 받아들이지만, 무엇이 변했는지 또는 르네즈미가 어디서 왔는지 알지 못하고, 대신 그녀가 "입양되었다"는 것을 받아들인다.
몇 달이 지나고 칼라일은 르네즈미의 빠른 성장을 지켜본다. 뱀파이어 이리나는 숲에서 르네즈미를 발견하고 그녀가 "불멸의 아이"라고 착각한다. 불멸의 아이는 어린 시절에 변모한 뱀파이어로, 이성과 훈련이 불가능하여 인간의 피를 통제할 수 없이 빨아들인다. 이러한 아이들의 창조는 뱀파이어 지도부인 볼투리에 의해 불법이며, 누구든 붙잡히면 즉결 처형된다. 이리나는 볼투리에게 이 범죄를 보고한다.
미래를 엿볼 수 있는 에드워드의 여동생 앨리스가 볼투리와 이리나가 컬렌 가족을 죽이러 오는 환영을 경험하자, 그녀는 다른 사람들에게 르네즈미가 불멸의 아이가 아니라는 것을 증언할 수 있는 최대한 많은 증인들을 모으라고 지시한다.
볼투리가 신속하게 처벌을 내리기 때문에, 컬렌 가족과 그들의 늑대인간 동맹은 가능한 전투에 대비한다. 벨라는 곧 자신이 특별한 능력을 가지고 있다는 것을 깨닫는다: 그녀가 인간이었을 때도 에드워드의 독심술로부터 그녀를 보호했던 강력한 정신 보호막을 다른 뱀파이어의 초능력으로부터 보호하기 위해 확장하는 법을 배운다.
볼투리 군대는 아로가 이끌고 포크스에 도착한다. 아로는 사람들의 생각을 만져서 읽을 수 있다. 컬렌 가족이 그들의 증인 및 동맹과 함께 있는 것을 보고 볼투리는 망설인다. 컬렌 가족은 아로에게 르네즈미가 불멸의 아이가 아니라는 것을 증명할 수 있다.
그러나 볼투리는 재능 있는 구성원들을 강제로 영입하기 위해 컬렌 가족을 제압하고 싶어 하므로, 컬렌 가족을 전투로 유도하기 위해 이리나의 실수를 이유로 그녀를 즉결처형한다. 그러나 전면전이 벌어지기 전에 앨리스가 제시간에 나타나 전투가 벌어질 경우의 미래에 대한 환영을 아로에게 보여준다.
앨리스의 폭력적인 환영 속에서 칼라일, 아로, 그리고 양측의 다른 여러 명이 죽는데, 여기에는 다른 볼투리, 컬렌 가족, 늑대인간들이 포함된다. 아로는 환영이 두려움에도 불구하고, 르네즈미가 뱀파이어의 비밀에 위협이 될 수 있다고 생각하여 여전히 그녀를 처형하려 한다.
앨리스는 그들의 마지막 증인을 공개한다. 그는 르네즈미와 마찬가지로 반인간 반뱀파이어인 남아메리카 출신의 마푸체족 남자이다. 그는 자신이 위협이 아니라는 것을 증명하며, 르네즈미도 마찬가지라는 주장을 뒷받침한다. 볼투리는 불만을 품고 떠나며, 아로는 오늘은 전투가 없을 것이라고 결론 내린다.
컬렌 가족의 집으로 돌아온 앨리스는 미래를 엿본다. 에드워드와 벨라가 햇살 가득한 해변에서 제이콥과 완전히 성숙한 르네즈미를 커플로 맞이하는 모습을 본다. 에드워드는 앨리스의 마음을 읽고 르네즈미를 보호해 줄 제이콥이 있다는 사실에 안도한다.
그들이 가장 좋아하는 초원에서 혼자 있던 벨라는 자신의 정신 보호막을 풀고 마침내 에드워드가 자신의 마음을 들여다볼 수 있도록 허락하며, 그들이 함께 나눈 모든 순간들을 몽타주로 보여준다. 벨라가 "이 세상에 당신을 사랑하는 나만큼 누군가를 사랑한 사람은 없어요"라고 말한 후 그들은 키스하고, 에드워드는 로맨틱하게 "예외는 한 명 있지"라고 답한다.

## 출연

### 주연
- 크리스틴 스튜어트
- 로버트 패틴슨
- 테일러 로트너
- 다코타 패닝
- 애슐리 그린
- 매기 그레이스

### 조연
- 마이클 쉰
- 니키 리드
- 안나 켄드릭
- 잭슨 라스본
- 빌리 버크
- 제이미 캠벨 바우어
- 켈란 루츠
- 노엘 휘셔
- 리 페이스
- 피터 파시넬리
- 엘리자베스 리저
- 조 앤더슨
- 매켄지 포이
- 라미 말렉
- 미아 마에스트로
- 캐머런 브라이트
- 미안나 버링
- 크리스찬 카마고
- 크리스토퍼 헤이어달
- 부부 스튜어트
- 오마 멧월리
- 안젤라 사라피언
- 라티프 크라우더
- 다니엘 커드모어
- 주디스 쉬코니
- 틴셀 코리
- 줄리아 존스
- 케이시 라보
- 타이 올슨
- 앤드리아 가브리엘
- 브론손 페레티어
- 체스크 스펜서
- JD 파르도
- 찰리 뷰리
- 토니 트럭스
- 마레인 반스
- 발로리 커리
- 트레이시 헤긴스
- 구리 웨인버그
- 에릭 오덤
- 빌 탠그레디
- 리사 하워드
- 패트릭 브레넌
- 토니 벤틀리
- 아마두 라이

## 기타
- 공동제작: 빌 배너맨
- 조감독: 빌 배너맨
- 조감독: E.J. 포에스터
- 조감독: 딜런 홉킨스
- 조감독: 스티브 로나노
- 조감독: 메건 F. 맥러플린
- 조감독: 존 M. 모스
- 조감독: 저스틴 뮐러
- 조감독: 칼리 포미스
- 미술: 리처드 쉐먼
- 세트: 데이빗 쉴레진저
- 의상: 마이클 윌킨슨
- 분장부문: 진 앤 블랙
- 분장부문: 코트니 레더
- 분장부문: 카렌 로벨
- 분장부문: 다릴 루카스
- 분장부문: 패트리시아 맥알하니 글래저
- 분장부문: 제시카 넬슨
- 분장부문: 스테이시 페인핀토
- 분장부문: 레미 사브바
- 분장부문: 보니 클리브링
- 분장부문: 카롤라 딘버거
- 분장부문: 리사 하젤
- 분장부문: 스테이시 허버트
- 분장부문: 제이미 하이트
- 분장부문: 로프 존 케플러
- 분장부문: 잭 라자로
- 배역: 데브라 제인
- 프로덕션매니저: 숀 보야첵
- 프로덕션매니저: 안젤라 퀼레스